# Hvalvatn
Le lac Hvalvatn est situé dans l'ouest de l'Islande. Sa superficie est de 4,1 km2 et sa profondeur maximale est de 160 mètres.
Il se trouve aussi à une distance de quelques kilomètres à l'est du Hvalfjörður et est bordé à l'ouest par le volcan Hvalfell et au sud par le Botnssúlur. Le mot hval en islandais veut dire baleine. Les baleines ont donné le nom à quelques sites dans les environs, parce qu'on en trouve beaucoup dans le fjord de ce nom qui, pour cette raison, était autrefois un centre de la pêche à la baleine.
Dans les environs du Hvalvatn, on trouve aussi la seconde cascade la plus haute de l'Islande, Glymur. Des chemins de randonnée mènent au lac et à la cascade.